# 卡拉約基

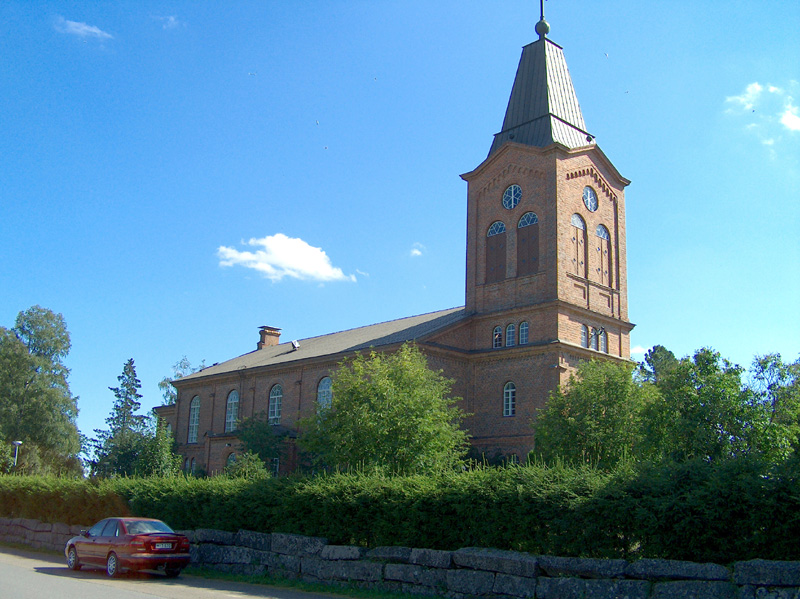
卡拉约基教堂

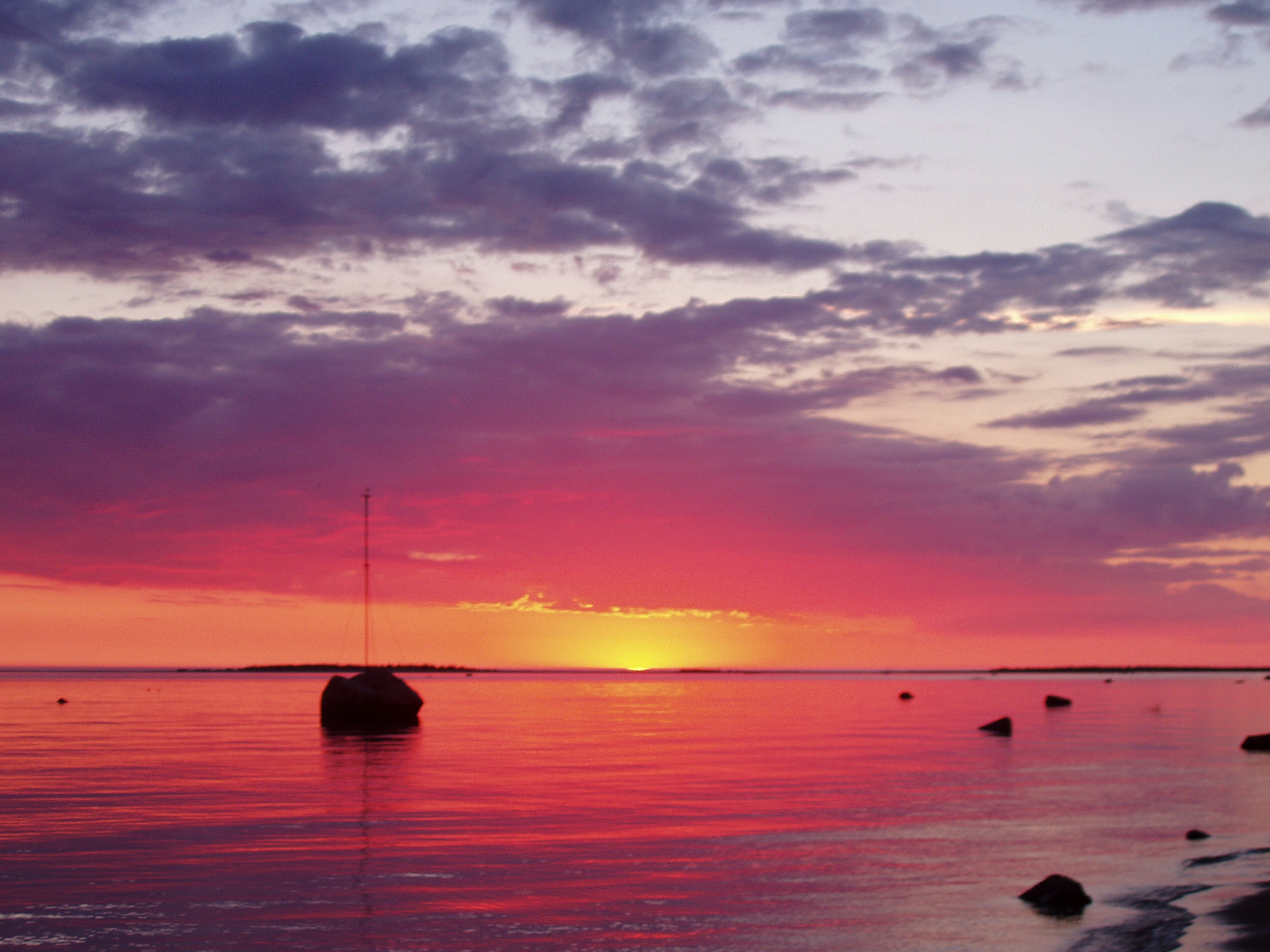
卡拉河上的日落

卡拉約基（芬蘭語：Kalajoki）是芬蘭北博滕區的市镇，位於該國西部，始建於1865年，面積2,391平方公里，主要經濟活動有旅遊業、農業和金屬業，2013年人口12,589，人口密度為每平方公里13.65人。

## 外部連結
- 卡拉约基市官方网站 （页面存档备份，存于） （英文）
- 卡拉约基旅游信息 （页面存档备份，存于） （英文）